# Curso del río Sena
El curso del río Sena, en Francia, desde la fuente hasta la desembocadura.

### Curso en Borgoña-Franco Condado

#### Las fuentes del Sena
Las «fuentes oficiales» del Sena están situadas en el territorio de la comuna de Source-Seine (lit., 'Fuente-Sena') en la meseta de Langres a una altitud de 446 m. Las fuentes del Sena han sido propiedad de la ciudad de París desde 1864. Una cueva artificial fue construida el año siguiente para albergar la fuente principal y la estatua de una ninfa que simboliza el río. Sin embargo, la capital se desinteresó de ella y la parcela debería revenir a la antigua región de Borgoña que deseaba mejorar el sitio. También alberga los restos de un templo galorromano (actualmente enterrado). En el museo arqueológico de Dijon se exhiben objetos que testifican el culto a las fuentes del río (Dea Sequana).

#### Curso borgoñón
En su primer tramo el Sena es apenas un arroyuelo que discurre por una pradera en dirección norte, pasando cerca de Chanceaux y luego por Billy-lès-Chanceaux (65 hab.), la primera localidad que atraviesa. Sigue después por la abadía de Oigny, en La Chapelle, fundada en 1106 por los agustinos canónigos regulares en un momento de importantes fundaciones monásticas en toda Borgoña. Tras un corto tramo poco poblado alcanza Duesme (46 hab.) y Quemigny-sur-Seine (95 hab.), pasada la cual recibe por la derecha al arroyo Le Revinson. Vira algo hacia el NNO, pasando por Bellenod-sur-Seine (77 hab.), Saint-Marc-sur-Seine (113 hab.) y Brémur (69 hab.). Recibe al poco, por la derecha, al río Brevon, que está embalsado justo un poco por encima de la confluencia. Sigue su avance el Sena pasando por las pequeñas localidades de Aisey-sur-Seine (185 hab.), Nod-sur-Seine (213 hab.), Chamesson (290 hab.) y Ampilly-le-Sec (368 hab.), para alcanzar la pequeña ciudad de Châtillon-sur-Seine (5478 hab.), la primera de importancia en este curso alto.
Sigue después por Sainte-Colombe-sur-Seine (959 hab.), Étrochey (218 hab.), Montliot-et-Courcelles (299 hab.), donde recibe al río Courcelles, Pothières (214 hab.), Charrey-sur-Seine (170 hab.), Noiron-sur-Seine (81 hab.) y Gomméville (144 hab.), donde abandona Borgoña.
- El río en Borgoña-Franco Condado
- El primer puente carretero sobre el Sena en Billy-lès-Chanceaux
- Puente en Duesme
- Puente en Saint-Marc-sur-Seine
- Puente en Brémur

- El río en Aisey-sur-Seine
- El puente Sully en Chamesson
- Vista de Châtillon-sur-Seine, con el puente del Pertuis-au-Loup y la iglesia Saint-Vorles
- El Sena en Gommeville

### Curso en Gran Este

#### Departamento de Aube
Entra luego el Sena en la región de Gran Este, en el departamento de Aube. Pasa enseguida por Mussy-sur-Seine (1058 hab.), Plaines-Saint-Lange (284 hab.), Courteron (110 hab.) y Gyé-sur-Seine (510 hab.). Continua por Neuville-sur-Seine (425 hab.), Buxeuil (143 hab.), Polisy (174 hab.), en la confluencia con el río Laignes (32,2 km), Celles-sur-Ource (496 hab.), situado en alto, y Merrey-sur-Arce (311 hab.), situada entre una doble confluencia, ambas por la derecha, del río Ource (101,4 km) y del río Arce (26,1 km), situadas entre ellas a menos de 500 m.
Bar-sur-Seine (3135 hab.), Bourguignons (285 hab.), Courtenot (234 hab.), Virey-sous-Bar (629 hab.), Fouchères (553 hab.), Villemoyenne (762 hab.), Clérey (1101 hab.), Saint-Thibault (502 hab.) Verrières (1842 hab.), y ya en el área urbana de Troyes, Buchères (1487 hab.), y tras recibir por la margen izquierda al río Hozain (24,6 km), llega a Bréviandes (2659 hab.).
Saint-Parres-lès-Vaudes (1035 hab.), Saint-Julien-les-Villas (6904 hab.) y llega a Troyes (60 750 hab.). Aquí el río bordea la ciudad por el oeste, con un antigua curso, le Vieille Seine, y una sección en la que recibe, por la derecha, al río Barse (50,1 km), aunque la confluencia natural ahora ha sido desviada mediante un canal que evita la ciudad. y al río Ecorce ( km), también por la derecha.
- El río en Aube antes de Troyes
- Esclusa en Bar-sur-Seine
- Puente en Fouchères de la R06
- Esclusa en Saint-Julien-les-Villas

A partir de aquí el Sena tiene el típico curso de llanura, con muchos y fluctuantes meandros, con brazos abandonados y pequeñas lagunas. El ancho aproximado de este lecho es de unos dos kilómetros, en el que el río avanza hacia el noroeste. Sigue por Barberey-Saint-Sulpice (1326 hab.), Saint-Benoît-sur-Seine (410 hab.) —unidos por el puente canal de Barberey-Saint-Sulpice, en desuso y hoy inscrito como monumento histórico—, Mergey (700 hab.), Villacerf (555 hab.), Chauchigny (259 hab.), Saint-Mesmin (861 hab.), Vallant-Saint-Georges (381 hab.) y Méry-sur-Seine (1464 hab.), donde el río vira hacia el este. Luego comienza un tramo en el que el curso del Sena será, durante unos 15 km, el límite departamental con Marne, al norte. En este tramo fronterizo pasa por Clesles (Marne) (614 hab.), Romilly-sur-Seine (Aube) (14 352 hab.), Marcilly-sur-Seine (655 hab.), en la confluencia con el río Aube (248 km) por la margen derecha. Continua por Conflans-sur-Seine (670 hab.), Pont-sur-Seine (1131 hab.) y Marnay-sur-Seine (223 hab.). Dejada atrás se alcanza la central nuclear de Nogent-sur-Seine, propiedad de EDF, con dos grupos de 2 x 1 300 MW que fue puesta en servicio en 1988. Luego llega a la pequeña localidad de Nogent-sur-Seine (5955 hab.), pasada la cual el Sena abandona el departamento de Aube para entrar en Marne y Sena por su lado occidental.
- El río después de Troyes
- Port de Méry-sur-Seine en el canal de la Haute-Seine
- Barrera móvil en Conflans-sur-Seine
- Esclusa en Marnay-sur-Seine
- Molino en Nogent-sur-Seine
- Central nuclear de Nogent-sur-Seine

### Curso en Île-de-France

#### Curso en el departamento de Sena y Marne
Entra luego el Sena en la región de Île-de-France, en el departamento de Seine-et-Marne, en un tramo conocido como la Bassée —en la que hay una pequeña área protegida, la Réserve Naturelle la Bassée—, una llanura aluvial en la que hay solamente un rosario de pequeñas localidades que el río va alcanzando, muy próximas entre sí: Melz-sur-Seine (363 hab.), Noyen-sur-Seine (355 hab.), Grisy-sur-Seine (105 hab.), Jaulnes (372 hab.) y Bray-sur-Seine (2294 hab.), chef-lieu y mayor población del cantón de Bray-sur-Seine. Alcanza después el Sena Mouy-sur-Seine (363 hab.), Saint-Sauveur-lès-Bray (350 hab.), Bazoches-lès-Bray (841 hab.), Gravon (149 hab.), Châtenay-sur-Seine (968 hab.), La Tombe (221 hab.), Marolles-sur-Seine (1646 hab.) y Montereau-Fault-Yonne (17 173 hab.), donde acaba la sección del Pequeño Sena en la confluencia con el río Yonne (292,3 km), por la izquierda, y llegando desde el sureste.
- El Pequeño Sena en el departamento de Sena y Marne
- Presa de Jaulnes (pasarela, esclusa)
- Puente de Bray-sur-Seine
- Bazochescon el Sena al fondo
- Puente en La Tombe
- Puente de Marolles-sur-Seine
- Puente de Montereau-Fault-Yonne

Da inicio el tramo conocido como Alto Sena, en el que el río abandona la llanura aluvial y discurre por el fondo del valle describiendo meandros más marcados. Alcanza pronto Varennes-sur-Seine (3416 hab.), Vernou-la-Celle-sur-Seine (2713 hab.) y Saint-Mammès (3181 hab.), emplazada en la confluencia con el río Loing (166 km). Aquí vira hacia el noroeste, pasando luego por Champagne-sur-Seine (6289 hab.), Thomery (3468 hab.) y Samoreau (2325 hab.), muy cerca de Fontainebleau.
Luego el Sena llega a Vulaines-sur-Seine (2650 hab.), Samois-sur-Seine (2095 hab.) Fontaine-le-Port (959 hab.), Bois-le-Roi (5617 hab.), Chartrettes (2602 hab.), Vaux-le-Pénil (10 764 hab.) y Melun (40 066 hab.).
- El Bajo Sena en el departamento de Sena y Marne hasta Melun
- Vista del Sena, en Varennes-sur-Seine
- Puente de Saint-Mammès
- Esclusa en el río en Champagne-sur-Seine
- Puente en Vulaines-sur-Seine
- El río en Samois-sur-Seine
- El río en Samois-sur-Seine
- Vista de Fontaine-le-Port
- A la izquierda, Le Mée-sur-Seine, a la derecha, Melun

Le Mée-sur-Seine (20 713 hab.), Boissettes (442 hab.), Boissise-la-Bertrand (1159 hab.), Boissise-le-Roi (3776 hab.), Saint-Fargeau-Ponthierry (13 497 hab.) y Seine-Port (1917 hab.). En esta zona, muy próxima al río, se encuentra la Réserve naturelle régionale des bruyères de Sainte-Assise, una reserva declarada en 2009 de 87 hectáreas que incluye en la zona de protección un área de antenas de telecomunicaciones.
- El Bajo Sena después de Melun (Sena y Marne)
- El Sena visto desde las alturas de Saint-Fargeau entre las comunas de Saint-Fargeau-Ponthierry y Seine-Port (a la izquierda: la orilla derecha del Sena, del lado de Seine-Port; a la derecha: la orilla izquierda del Sena, lado Saint-Fargeau
- El Sena en Boissise-le-Roi

#### Curso en el departamento de Essonne
Entra luego el Sena en el departamento de Essonne
Le Coudray-Montceaux (4730 hab.), Morsang-sur-Seine ( hab.), Saintry-sur-Seine ( hab.),
Corbeil-Essonnes (47 632 hab.), 
Évry (53 237 hab.), 
Saint-Germain-lès-Corbeil (7473 hab.),
Soisy-sur-Seine (6947 hab.), Ris-Orangis (27 312 hab.),
Viry-Châtillon (31 132 hab.), en la confluencia con el río Orge entre Viry-Châtillon y Savigny-sur-Orge.
Savigny-sur-Orge (37 206 hab.),
Draveil (28 687 hab.),
Juvisy-sur-Orge (15 545 hab.),
Athis-Mons (30 094 hab.),
Vigneux-sur-Seine (31 126 hab.),
- El Bajo Sena en el departamento de Essonne
- Esclusa en Évry
- El río en Viry-Châtillon
- El río en Draveil
- Pont de la première armee entre Juvisy y Draveil
- Vigneux-sur-Seine

#### Curso en el departamento de Val-de-Marne
Entra a continuación el Sena en el departamento de Val-de-Marne por su parte meridional. Pasa por muchas comunas ya en los suburbios de París: 
Ablon-sur-Seine (5171 hab.), Villeneuve-le-Roi (20 481 hab.), Villeneuve-Saint-Georges (32 575 hab.),
Choisy-le-Roi (42 769 hab.), Vitry-sur-Seine (90 075 hab.), Alfortville (44 818 hab.), Ivry-sur-Seine ( hab.) y Charenton-le-Pont  (30 408 hab.), donde recibe, por la mano derecha y llegando desde el oeste, al río Marne (525 km), su afluente más largo y el de la segunda mayor cuenca.
- El Bajo Sena en el departamento de Val-de-Marne
- Puente en Villeneuve-le-Roi
- Puente en Choisy-le-Roi
- Confluencia del Marne y el Sena
- Puente colgante de Port à l'Anglais, en el Sena
- Puerto de Alfortville

#### El Sena en París
Entra luego el Sena en París 
Distritos XII, XIII, IV, V, I, VI, VII, VIII, XV y XVI

#### Curso en el departamento de Altos del Sena
Tras dejar atrás los viaductos del boulevard Périphérique, entra luego el Sena en el departamento de Hauts-de-Seine. Pasa por las comunas de Boulogne-Billancourt (116 794 hab.), Issy-les-Moulineaux (65 662 hab.), Meudon (45 043 hab.), Sèvres (23 404 hab.) y Saint-Cloud (29 194 hab.).
- El Sena en el departamento de Altos del Sena
- París (izqda) y Boulogne-Billancourt  (dcha.)
- Puente de Issy-les-Moulineaux
- Puente de Billancourt jambant el gran brazo del Sena entre Boulogne-Billancourt y Issy-les-Moulineaux. A la izda. están los edificios demolidos de las antiguas fábricas de Renault en la punta aguas arriba de la isla Seguin. A la derecha, la punta aguas abajo de la isla Saint-Germain.
- Parque de Saint-Cloud

Sigue por Suresnes (48 066 hab.), Puteaux (43 891 hab.), Neuilly-sur-Seine (62 075 hab.), Courbevoie (85 523 hab.) y Levallois-Perret (65 264 hab.).
- El Sena en el departamento de Altos del Sena
- Saint-Cloud
- Puente de Suresnes, el bosque de Boulogne (drcha.) y al fondo las torres de la Défense (tomada desde la paserela del Avre)
- La Défense, isla de Puteaux
- Courbevoie
- Puente de Levallois, en Levallois-Perret

Pasa por Asnières-sur-Seine (86 020 hab.), Clichy (59 255 hab.), Gennevilliers (43 219 hab.), donde está el puerto de Gennevilliers, el mayor puerto fluvial del país y el 2.º de Europa. Sigue después por Villeneuve-la-Garenne (25 466 hab.),
Colombes (84 577 hab.), Nanterre (93 509 hab.) y Rueil-Malmaison (79 762 hab.).
- El Sena en el departamento de Altos del Sena
- Puente de Asnières (Clichy)
- Puentes de Clichy
- Puente de Gennevilliers
- Puerto fluvial de Gennevilliers
- Riberas del Sena en Nanterre

#### Curso en el departamento de Sena-Saint Denis
Entra luego el Sena en el departamento de Seine-Saint-Denis
Saint-Ouen (47 534 hab.), L'Île-Saint-Denis (6982 hab.), en una isla fluvial de 1,77  km², Saint-Denis (109 343 hab.), Épinay-sur-Seine (54 857 hab.).
- El Sena en el departamento de Sena-Saint Denis
- La Defense vista desde St Ouen
- El árbol de la vida, en la isla de Saint-Denis
- Canal St Denis, Pont Tournant y Basilique, en Saint Denis

#### Curso en el departamento de Val-d'Oise
Entra luego el Sena en el departamento de Val-d'Oise
Argenteuil ( hab.),
Bezons ( hab.),
Cormeilles-en-Parisis ( hab.),
La Frette-sur-Seine ( hab.),
Herblay ( hab.),
Vétheuil ( hab.),
Haute-Isle ( hab.), 
La Roche-Guyon.

#### Curso en el departamento de Yvelines
Entra luego el Sena en el departamento de Yvelines
Houilles ( hab.),
Carrières-sur-Seine ( hab.),
Croissy-sur-Seine ( hab.),
Le Vésinet ( hab.),
Chatou ( hab.),
Le Pecq ( hab.),
Bougival ( hab.),
Louveciennes ( hab.),
Le Port-Marly ( hab.),
Saint-Germain-en-Laye ( hab.),
Sartrouville ( hab.),
Maisons-Laffitte ( hab.),
Le Mesnil-le-Roi ( hab.),
Carrières-sous-Bois ( hab.),
Achères ( hab.),
Conflans-Sainte-Honorine ( hab.),
Andrésy ( hab.),
Poissy ( hab.),
Carrières-sous-Poissy ( hab.),
Villennes-sur-Seine ( hab.),
Médan ( hab.),
Triel-sur-Seine ( hab.),
Vernouillet ( hab.),
Vaux-sur-Seine ( hab.),
Meulan ( hab.),
Mézy-sur-Seine ( hab.),
Les Mureaux ( hab.),
Flins-sur-Seine ( hab.),
Juziers ( hab.),
Aubergenville ( hab.),
Épône ( hab.),
Mézières-sur-Seine ( hab.),
Gargenville ( hab.), 
Issou ( hab.),
Porcheville ( hab.),
Guerville ( hab.),
Limay ( hab.),
Mantes-la-Ville ( hab.),
Mantes-la-Jolie ( hab.),
Follainville-Dennemont ( hab.),
Rosny-sur-Seine ( hab.),
Guernes ( hab.),
Rolleboise ( hab.),
Méricourt ( hab.), 
Saint-Martin-la-Garenne ( hab.),
Mousseaux-sur-Seine ( hab.),
Moisson ( hab.),
Freneuse ( hab.),
Bonnières-sur-Seine ( hab.),
Gommecourt ( hab.),
Bennecourt ( hab.),
Jeufosse ( hab.),
Port-Villez ( hab.),
Limetz-Villez.

### Curso en Normandía

#### Curso en el departamento de Eure
Entra luego el Sena en el departamento de Eure
Vernon ( hab.), 
Saint-Marcel ( hab.),
Port-Mort ( hab.),
Saint-Pierre-la-Garenne (25 466 hab.),
Courcelles-sur-Seine ( hab.),
Le Val d'Hazey ( hab.),
Les Andelys ( hab.),
Poses ( hab.),
Pont-de-l'Arche ( hab.),
Criquebeuf-sur-Seine ( hab.), 
Quillebeuf-sur-Seine ( hab.),
Berville-sur-Mer.

#### Curso en el departamento de Sena Marítimo
Entra luego el Sena en el departamento de Seine-Maritime
Caudebec-lès-Elbeuf ( hab.),
Elbeuf ( hab.),
Oissel ( hab.),
Saint-Étienne-du-Rouvray ( hab.),
Amfreville-la-Mi-Voie ( hab.),
Sotteville-lès-Rouen ( hab.),
Rouen ( hab.),
Le Petit-Quevilly ( hab.),
Canteleu ( hab.),
Le Grand-Quevilly ( hab.),
Val-de-la-Haye ( hab.),
Petit-Couronne ( hab.),
Grand-Couronne ( hab.),
La Bouille ( hab.),
Saint-Pierre-de-Manneville ( hab.),
Quevillon ( hab.),
Saint-Martin-de-Boscherville ( hab.),
Hénouville ( hab.),
Duclair ( hab.),
Le Mesnil-sous-Jumièges ( hab.),
Jumièges ( hab.),
Le Trait ( hab.),
Saint-Wandrille-Rançon ( hab.),
La Mailleraye-sur-Seine ( hab.),
Notre-Dame-de-Bliquetuit ( hab.),
Caudebec-en-Caux ( hab.),
Villequier ( hab.),
Port-Jérôme ( hab.),
Tancarville ( hab.),
Harfleur ( hab.),
Le Havre.

#### Curso en el departamento de Calvados
Entra luego el Sena en el departamento de Calvados
Honfleur.